# Cristina Chiabotto
Cristina Chiabotto (ur. 15 września 1986 w Moncalieri) – włoska modelka, Miss Włoch 2004.
Po zdobyciu tytułu Miss Włoch zaczęła pracować dla telewizji RAI. Po programie dla dzieci Zecchino d’Oro wystąpiła w Ballando con le stelle, włoskiej wersji Tańca z gwiazdami, gdzie wygrała. W 2006 zaczęła występować w programie Le Iene, zastępując Alessię Marcuzzi.